# Fritz Baumbach

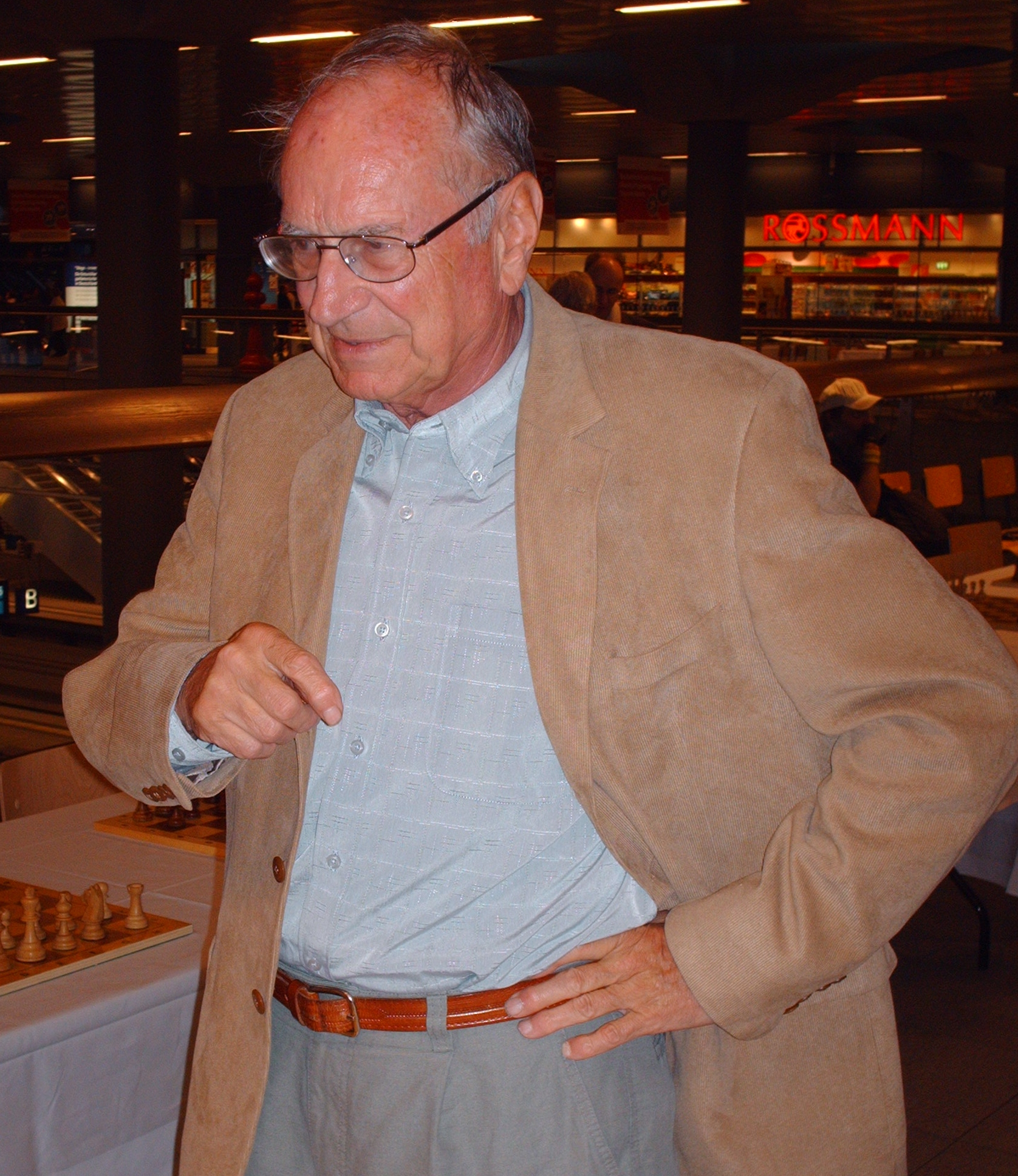
Fritz Baumbach

Fritz Baumbach (Weimar, 8 september 1935 – Berlijn, 24 april 2025) was een Duitse schaker die voornamelijk correspondentieschaak speelt. In 1970 werd hij kampioen van de DDR. Hij nam destijds ook deel aan de Schaakolympiade in Siegen waarbij hij de FIDE meesterstitel (IM) veroverde. Na die tijd specialiseerde hij zich in correspondentieschaak: in 1967 werd hij ICCF meester (IMc), in 1973 ICCF grootmeester (GMc) en in 1988 werd hij wereldkampioen. Bij het Axelson herdenkingstoernooi dat van 1984 tot 1993 gehouden werd eindigde hij als twaalfde.

"Nachschach das ist wie eine Klassenarbeit, Fernschach dagegen entspricht einer Hausarbeit..!"
Baumbach overleed op 24 april 2025 op 89-jarige leeftijd.